# Moyle Cavus
Il Moyle Cavus è una struttura geologica della superficie di Europa.